# یوسیپ ایلیچیچ
یوسیپ ایلیچیچ (اسلوونیایی: Josip Iličić؛ زادهٔ ۲۹ ژانویهٔ ۱۹۸۸) بازیکن فوتبال اهل اسلوونی است که برای باشگاه ماریبور بازی می‌کند.
از باشگاه‌هایی که در آن بازی کرده‌است می‌توان به ماریبور، پالرمو، فیورنتینا و آتالانتا اشاره کرد.
این بازیکن در ۱۰ مارس ۲۰۲۰ در جریان مسابقات لیگ قهرمانان اروپا و در بازی مقابل والنسیا موفق شد تمام ۴ گل تیمش را به ثمر برساند و آتالانتا را به مرحله یک چهارم نهایی ببرد. او همچنین به اولین بازیکنی تبدیل شد که موفق شده است در یک بازی حذفی و در خارج از خانه پوکر کند. همچنین او پیرترین بازیکنی لقب گرفت که در یک بازی مرحله حذفی لیگ قهرمانان اروپا پوکر می‌کند.
پس از خیانت همسر یوسیپ به او، وی دچار افسردگی شده و دوران اوج او سریعا نابود شد